# Heliópolis (Bahia)
Heliópolis é um município do estado da Bahia, no Brasil.

## Topônimo
"Heliópolis" é uma palavra com origem na língua grega, significando "cidade do sol", pela junção de hélios (sol) e pólis (cidade).

## História
O primeiro nome do povoado que originou a cidade de Heliópolis na Bahia foi Pau Comprido segundo as fontes da história oral local. Para a origem desse nome há duas versões: a primeira afirma que o nome Pau Comprido surgiu na época que havia uma feira livre no povoado. Certo dia, houve uma briga tão violenta entre dois grupos de pessoas, dando início a uma rixa que durou tanto tempo, que o lugar ficou conhecido como a terra dos Pau Comprido. Uma outra versão, a mais aceita pela comunidade de hoje, diz que o nome surgiu antes do povoamento contemporâneo da região, quando um fazendeiro e comerciante chamado José Umburana decidiu se apossar das terras do atual município e, sob uma enorme árvore, iniciou a prática de matar um boi sempre aos sábados e vender a carne àqueles que passavam pela região. Desta forma, outras pessoas também resolveram vender alguns produtos debaixo da referida árvore, iniciando assim uma pequena feira livre.
O nome Pau Comprido foi usado como referência pelas comunidades vizinhas ao local onde era realizada a pequena feira livre. Com o passar do tempo e o aumento de circulação de pessoas na área, iniciou a construção de uma igreja e, na sua volta, residências começaram a ser construídas, dando origem ao povoamento da região. Logo depois, o lugarejo passou a se chamar de Novo Amparo, situado no município de Ribeira do Amparo, onde obteve rápido crescimento, ganhando a condição de distrito com o nome de Heliópolis.
Este Município foi criado com território desmembrado de Ribeira do Amparo, por força de Lei Estadual datada de 11 de abril de 1985, tendo a sua sede do distrito de Heliópolis elevada à categoria de cidade, quando da criação do Município. Nessa época, o primeiro prefeito eleito para chefiar o Poder Executivo de Heliópolis foi o professor sergipano José Emídio Tavares de Almeida Santos (PMDB), o "Zé do Sertão", que exerceu seu mandato entre 1986 a 1988, sendo depois eleito novamente prefeito em 1992, pelo PTB, quando renunciou ao seu mandato no Executivo em fevereiro de 1993 para assumir o de deputado estadual na Assembleia Legislativa da Bahia e, em 2004, tornou-se prefeito de Heliópolis, pela terceira vez, pelo Partido da Frente Liberal (PFL).
Em 1987, teve início a manifestação cultural popular da Festa de São Pedro em Heliópolis, com a realização da primeira edição desta festa popular no município durante este ano.
Em 1988, ocorreu a segunda eleição municipal para a Chefia do Poder Executivo Municipal de Heliópolis. Nestas eleições, Aroaldo Barbosa de Andrade foi eleito, o que o tornou o segundo prefeito da história heliopolense. Foi em sua gestão que Heliópolis adotou sua lei orgânica municipal. Aroaldo Barbosa voltaria a ser eleito novamente prefeito de Heliópolis em 1996, quando concorreu pelo Partido Socialista Brasileiro (PSB). Na virada do milênio, em 2000, reelegeu-se, concluindo o seu terceiro mandato no ano de 2004.
Em outubro de 2024, o município de Heliópolis obteve notoriedade nacional em razão do assassinato por arma de fogo de três estudantes adolescentes dentro de uma escola pública situada no povoado de Serra dos Correias, zona rural do município, por um colega, estudante adolescente de 14 anos de idade, que se suicidou com a mesma arma usada no ato infracional análogo à homicídio.

## Geografia

### Localização
O município de Heliópolis situa-se na Microrregião de Ribeira do Pombal (Nordeste do estado brasileiro da Bahia), próximo a divisa com o estado de Sergipe, distante 329 km de Salvador, que atualmente integra o Território de Identidade "Semiárido Nordeste II".
A totalidade do território municipal de Heliópolis se encontra situada no polígono das secas.

### Clima
O clima de Heliópolis é o tropical com estação seca (Classificação climática de Köppen-Geiger: As), onde as chuvas caem no inverno e as trovoadas no verão. Esse clima apresenta temperatura média anual de 18,8 a 25,4 graus centígrados, com máxima de 24,5 a 33 graus centígrados, e mínima de 14 a 22 graus centígrados. A pluviosidade média anual é de 850 milímetros. Devido à sua localização, a cidade de Heliópolis não é considerada Sertão e sim Agreste, que é uma faixa de terra bastante estreita na direção Leste/Oeste e alongada na direção Norte/Sul, situada entre o Sertão semiárido e a Zona da Mata úmida. É uma área de transição entre essas duas sub-regiões. Seu clima não é tão seco quanto o do Sertão, nem tão úmido quanto o da Zona da Mata.

### Relevo
O relevo de Heliópolis é formado pelas planícies e pelos tabuleiros costeiros (tabuleiro de Itapicuru e tabuleiro do Rio Real), com uma altitude de 324 metros.

### Geologia
A estrutura geológica do município de Heliópolis é composto pelos Arenitos, Argilitos e Paraconglomerados.

### Vegetação
Por se localizar numa área de transição (ecótono), Heliópolis apresenta uma vegetação de contato entre o Cerrado e a Caatinga.

### Hidrografia
O município de Heliópolis está totalmente inserido na bacia hidrográfica do rio Real, possuindo o único açude dessa rede hidrográfica, o Açude Pindorama criado no início da década de 1950, quando os distritos de Heliópolis e de Ribeira do Amparo que pertenciam ao município de Cipó.
Este açude possui uma extensão de 1,5 quilômetros, sendo que suas águas eram utilizadas até a década de 1990 para o abastecimento doméstico, para a irrigação, para a dessedentação de animais e para o lazer no município. Atualmente se encontra em estado de degradação ambiental.

### Demografia
A população do município de Heliópolis é de 12 309 habitantes, segundo o Censo do IBGE realizado em 2022.
A população do município de Heliópolis tem origem nos povos portugueses, indígenas e africanos. Vêm daí muitas características predominantes na cultura de seu povo, observadas nas festas religiosas e populares, na culinária, linguagem e musicalidade.[carece de fontes?]

#### Núcleos populacionais na zona rural
De acordo com o levantamento feito pelo Plano Municipal de Saneamento Básico de Heliópolis, realizado em novembro de 2020, haveriam 49 núcleos populacionais situados na zona rural do território municipal de Heliópolis.
Assim, eles são divididos em 9 povoados (núcleos maiores com o aglomerado de casas com equipamentos e espaços públicos e comunitários) e 40 comunidades rurais (núcleos menores só com casas dispersas), como se observa a seguir:
- Povoados: Cajazeira (8,5 km da sede), Farmácia (7 km da sede), João Grande (12,5 km da sede), Massaranduba (5 km da sede), Riacho (10 km da sede), Serra dos Correias[12][13][17] (10 km da sede), Tanque Novo (16 km da sede), Tijuco (12 km da sede), Viuveira[17] (18 km da sede);[16]
- Comunidades rurais: Araticum, Arrozal, Barreira do Tubarão, Barreira Grande, Bendó, Boa Sorte, Camboatá, Caboré, Calumbí, Condão, Cumbanzê, Curaçá, Galinha Morta, Itapororoca de Baixo, Itapororoca de Cima, Jibóia, Mandacaru, Maria Preta, Marmelada, Melancia, Ouricuri, Pau-ferro, Pindobal, Poço, Porteira, Queimada do Miguel, Quixabeira, Riachinho, Sacatinga, Sapé, Serrota, Tamarindo, Tamboril, Tanque das Vargens, Tanque Cercado, Tanquinho, Terra Preta, Umburana, Velame, Vila de Nossa Senhora de Aparecida.[16]

## Organização Político-Administrativa
Sendo um município do Brasil, Heliópolis é administrada por dois poderes, o executivo e o legislativo, independentes e harmônicos entre si. O primeiro é representado pelo prefeito, auxiliado pelo seu gabinete de secretários e eleito pelo voto popular para um mandato de quatro anos, sendo permitida uma única reeleição para mais um mandato consecutivo, enquanto que o segundo é representado pela Câmara Municipal de Heliópolis, órgão colegiado de representação dos munícipes que é composto por 9 vereadores também eleitos por sufrágio universal.
As atuais autoridades que ocupam cargos da organização político-administrativa de Heliópolis são as seguintes (data: 20 de outubro de 2024):
- Prefeito: José Mendonça Dantas - PL (2021/-)[19]
- Vice-prefeito: Josefa Naudija Santos Bispo "Naudinha" - PMDB (2021/-)[19]
- Presidente da Câmara: ignorado.

No início de outubro de 2024, foram eleitos para o Poder Executivo de Heliópolis:
- José Mendonça Dantas - PMDB (Prefeito reeleito);
- Josefa Simone Alves do Nascimento Andrade - PT (Vice-prefeita eleita).

Ambos com previsão de tomarem posse em 1º de janeiro de 2025.

## Infraestrutura

### Transporte
No início do seu povoamento, existia uma grande dificuldade de locomoção para as cidades vizinhas. Praticamente não havia carros nem outros meios de transporte, como ônibus e caminhões, forçando as pessoas a se locomoverem utilizando transportes de tração animal (carros-de-boi, carroças e outros). Na atualidade, a cidade possui três estradas a BA-393 que liga a BR-110/Heliópolis/Poço Verde-SE e a estrada que liga Heliópolis/Cipó via Ribeira do Amparo. No terminal de embarque entra algumas linhas de ônibus, como: Aracaju/Ribeira do Pombal, Aracaju/Heliópolis e Salvador/Heliópolis, a maioria dos transportes para as outras cidade são os alternativos como as "vans". O transporte feito por tração animal ainda é muito utilizado na zona rural, mas já há muitas pessoas com transporte próprio, como automóveis e motos.

### Comunicação
Inicialmente as comunicações em Heliópolis se davam por meio de um sistema de alto-falante, denominado de "A voz de Heliópolis", que era bastante ativo na sede do município e cujo locutor, Zequinha de Maxi, era muito popular na cidade. Durante esse período, a agência dos Correios já funcionava com seus serviços básicos postais.
Haviam dois jornais que circulavam no município de Heliópolis:
- "A Mosca", jornal com periodicidade irregular que era especializado em política municipal;
- "“Voz do Sertão”, jornal com periodicidade mensal[9].

A partir dos anos 1990, se intensificaram as instalações de linhas telefônicas. Também existe a rádio comunitária 104,9 que possui alcance na sede do município.

### Abastecimento de água
Até a década de 1980, a população utilizava águas de tanques, de cisternas, do açude Pindorama e de minadouros. Hoje, muitas residências possuem poços artesianos, e a sede do município já possui água encanada e tratada.

### Saúde
O município de Heliópolis conta com um sistema público de saúde composto por cinco médicos, oito enfermeiros e 3 dentistas, atuando pelo menos 30hs semanais cada. Além do Centro de Saúde situado na cidade que sedia o município, Heliópolis possui 3 unidades de saúde da família (nível 1), nos povoados Cajazeiras, Riacho e Tijuco, apoiados pelo "Programa Saúde da Família" (PSF) do Governo Federal.
Recentemente, foi inaugurado um centro odontológico próximo ao terminal rodoviário que visa atender os procedimentos odontológicos básicos da população.

## Cultura

### Música
A expressão artística musical predominante no município de Heliópolis é o forró, presente nas principais festas populares heliopolenses, com destaque para a Festa de São Pedro.
A banda Os Barões da Pisadinha foi formada no município em dezembro de 2015 e é o principal expoente musical da região.

### Calendário festivo
As principais festas populares de Heliópolis são:
- 29 de junho: São Pedro – Festa tradicional da cidade e que chega a movimentar acima de 16 000 pessoas durante a realização do evento. Conta com uma estrutura constituída por dois palcos para apresentação das bandas, muitas oriundas da própria cidade, e bandas a nível nacional, nessa festa já tocou grandes artistas como; Luiz Gonzaga e Dorgival Dantas a festa também conta com inúmeras barracas, onde são encontradas comidas típicas e bebidas.[9]
- Quarto Domingo de Outubro: Festa do Sagrado Coração de Jesus – Esta festa religiosa realizada em devoção ao padroeiro no município (o Sagrado Coração de Jesus), atrai pessoas de toda a região. Todos os dias acontecem às missas tanto pela manhã quanto pela noite procedida por novena e procissões. No final acontecem shows com bandas locais e o coral da igreja com cânticos religiosos.[9]
- Outras festas populares heliopolenses: Festa do Vaqueiro, Carro de Boi e Festa de Natal.[9]